# Royal Rumble (1994)
Royal Rumble (1994) – 7. edycja gali wrestlingu Royal Rumble wyprodukowana przez federację World Wrestling Federation (WWF), która odbyła się 22 stycznia 1994 w hali Providence Civic Center w Providence w stanie Rhode Island. Podczas gali odbyło się sześć walk – w tym jedna w dark matchu oraz jedna będąca sztandarowym wydarzeniem tej gali, czyli Battle Royal Royal Rumble match w którym zwyciężyli obaj Lex Luger i Bret Hart, którzy wyeliminowali siebie nawzajem jako ostatni zawodnicy w ringu.
W pozostałych ważnych walkach podczas wydarzenia Yokozuna pokonał The Undertakera w Casket matchu broniąc mistrzostwa WWF World Heavyweight Championship; The Quebecers pokonali Breta Harta i Owena Harta broniąc tytułu WWF Tag Team Championship, a Razor Ramon pokonał Irwina R. Schystera utrzymując mistrzostwo interkontynentalne – WWF Intercontinental Championship.

## Rezultaty
| Nr                                                                                    | Wyniki | Stypulacje                                                                                   | Czas  |
| ------------------------------------------------------------------------------------- | --- | -------------------------------------------------------------------------------------------- | ----- |
| 1D                                                                                    | The Brooklyn Brawler pokonał Jima Powersa                                                                              | Singles match                                                                                | ?     |
| 2                                                                                     | Tatanka pokonał Bam Bam Bigelowa (w/ Luna Vachon)                                                                      | Singles match                                                                                | 8:12  |
| 3                                                                                     | The Quebecers (Jacques i Pierre) (c) (w/ Johnny Polo) pokonali Breta Harta i Owena Harta                               | Tag team match o WWF Tag Team Championship                                                   | 16:48 |
| 4                                                                                     | Razor Ramon (c) pokonał Irwina R. Schystera                                                                            | Singles match o WWF Intercontinental Championship                                            | 11:30 |
| 5                                                                                     | Yokozuna (c) (w/ Jim Cornette i Mr. Fuji) pokonał The Undertakera (w/ Paul Bearer)                                     | Casket match o WWF Championship                                                              | 14:20 |
| 6                                                                                     | Lex Luger i Bret Hart wspólnie wygrali Royal Rumble match eliminując siebie nawzajem jako ostatnich zawodników w ringu | 30-osobowy Royal Rumble match na walkę o mistrzostwo WWF Championship na gali WrestleMania X | 55:04 |
| (c) – mistrz/mistrzyni przed walkąD – walka była dark matchem (nietransmitowana w TV) | |                                                                                              |       |

### Royal Rumble match
Nowy zawodnik wchodził co 90 sekund do ringu. Był to pierwszy Royal Rumble match od jego powstania (w 1988), w którym nowy uczestnik wchodził co 1,5 minuty zamiast dotychczasowych 2 minut. Był to również jedyny Royal Rumble match w historii, w którym wyłoniono dwóch zwycięzców.
| Nr wejściowy | Wrestler               | Wyeliminowany jako | Wyeliminowany przez                                                                            | Czas w ringu | Liczba wyeliminowanych przeciwników |
| ------------ | ---------------------- | ------------------ | ---------------------------------------------------------------------------------------------- | ------------ | ----------------------------------- |
| 1            | Scott Steiner          | 4                  | Diesel                                                                                         | 09:00        | 1                                   |
| 2            | Samu                   | 1                  | Scott Steiner                                                                                  | 03:13        | 0                                   |
| 3            | Rick Steiner           | 2                  | Owen Hart                                                                                      | 03:57        | 0                                   |
| 4            | Kwang                  | 6                  | Diesel                                                                                         | 05:57        | 0                                   |
| 5            | Owen Hart              | 5                  | Diesel                                                                                         | 04:10        | 1                                   |
| 6            | Bart Gunn              | 3                  | Diesel                                                                                         | 02:30        | 0                                   |
| 7            | Diesel                 | 13                 | Bam Bam Bigelow, Crush, Mabel, "Sparky" Plugg i Shawn Michaels                                 | 17:41        | 7                                   |
| 8            | Bob Backlund           | 7                  | Diesel                                                                                         | 00:41        | 0                                   |
| 9            | Billy Gunn             | 8                  | Diesel                                                                                         | 00:14        | 0                                   |
| 10           | Virgil                 | 9                  | Diesel                                                                                         | 00:32        | 0                                   |
| 11           | Randy Savage           | 11                 | Crush                                                                                          | 04:38        | 1                                   |
| 12           | Jeff Jarrett           | 10                 | Randy Savage                                                                                   | 01:19        | 0                                   |
| 13           | Crush                  | 16                 | Bam Bam Bigelow, Bret Hart, Lex Luger i "Sparky" Plugg                                         | 25:03        | 3                                   |
| 14           | Doink the Clown        | 12                 | Bam Bam Bigelow                                                                                | 01:48        | 0                                   |
| 15           | Bam Bam Bigelow        | 23                 | Lex Luger                                                                                      | 30:12        | 5                                   |
| 16           | Mabel                  | 14                 | Bam Bam Bigelow, Crush, Great Kabuki, Greg Valentine, Shawn Michaels, Tatanka i "Sparky" Plugg | 09:57        | 1                                   |
| 17           | Thurman "Sparky" Plugg | 17                 | Bret Hart i Shawn Michaels                                                                     | 21:33        | 3                                   |
| 18           | Shawn Michaels         | 27                 | Lex Luger                                                                                      | 29:17        | 4                                   |
| 19           | Mo                     | 21                 | Fatu                                                                                           | 22:46        | 0                                   |
| 20           | Greg Valentine         | 18                 | Rick Martel                                                                                    | 20:39        | 1                                   |
| 21           | Tatanka                | 22                 | Bam Bam Bigelow                                                                                | 20:07        | 2                                   |
| 22           | The Great Kabuki       | 15                 | Lex Luger                                                                                      | 02:46        | 1                                   |
| 23           | Lex Luger              | -                  | Zwycięzca                                                                                      | 21:58        | 6                                   |
| 24           | Genichiro Tenryu       | 25                 | Bret Hart i Lex Luger                                                                          | 17:21        | 0                                   |
| 25           | Bastion Booger         | -                  | Nie wszedł do ringu                                                                            | 00:00        | 0                                   |
| 26           | Rick Martel            | 19                 | Tatanka                                                                                        | 11:22        | 1                                   |
| 27           | Bret Hart              | -                  | Zwycięzca                                                                                      | 15:08        | 4                                   |
| 28           | Fatu                   | 26                 | Bret Hart                                                                                      | 13:04        | 1                                   |
| 29           | Marty Jannetty         | 24                 | Shawn Michaels                                                                                 | 08:18        | 0                                   |
| 30           | Adam Bomb              | 20                 | Lex Luger                                                                                      | 04:55        | 0                                   |

#### Statystyki Royal Rumble matchu
- Największa liczba wyeliminowanych zawodników: Diesel – 7.
- Najdłuższy czas przebywania w ringu: Bam Bam Bigelow – 30 minut 12 sekund.
- Najkrótszy czas przebywania w ringu: Billy Gunn – 14 sekund.
- Po raz pierwszy w historii Royal Rumble match wygrało dwóch wrestlerów.
- Bastion Booger został ustanowiony jako 25. zawodnik walki, jednak nie wszedł do ringu.
- Thurman „Sparky” Plugg (późniejszy Bob Holly) po raz pierwszy wystąpił w WWF w Royal Rumble matchu, zastępując kontuzjowanego 1-2-3 Kida.

#### Ciekawostki z całej gali
- Wszystkie walki o tytuły mistrzowskie zostały obronione przez swoich posiadaczy[8].
- Lex Luger i Bret Hart na zmianę walczyli z Yokozuną na Wrestlemanii X o WWF World Heavyweight Championship (Lex Luger przegrał pierwszą walkę z Yokozuną, natomiast w drugiej walce Yokozuna został pokonany przez Breta Harta).
- Ludvig Borga miał wystąpić jako przeciwnik Tatanki i miał być obecny w Royal Rumble matchu, ale poważna kontuzja kostki uniemożliwiła mu walkę i ostatecznie został zastąpiony przez Bam Bam Bigelowa. Co więcej, Borga już nigdy nie wystąpił ringu WWF i w taki sposób zakończono  rywalizację z Tatanką.